# Taco van der Hoorn
Taco van der Hoorn (Róterdam, 4 de diciembre de 1993) es un ciclista profesional neerlandés que desde 2021 corre para el equipo Intermarché-Wanty.

## Palmarés
2016
- 1 etapa del An Post Rás

2017
- Schaal Sels

2018
- 1 etapa del BinckBank Tour[2]
- Primus Classic

2021
- 1 etapa del Giro de Italia
- 1 etapa del Tour del Benelux
- Circuito de Houtland

2022
- Brussels Cycling Classic
- 3.º en el Campeonato de los Países Bajos en Ruta

2024
- Elfstedenrace

## Resultados en Grandes Vueltas y Campeonatos del Mundo
| Carrera         | Carrera         | 2015 | 2016 | 2017 | 2018 | 2019 | 2020 | 2021  | 2022  | 2023 | 2024 | 2025  |
| --------------- | --------------- | ---- | ---- | ---- | ---- | ---- | ---- | ----- | ----- | ---- | ---- | ----- |
|                 | Giro de Italia  | —    | —    | —    | —    | —    | —    | 107.º | —     | —    | —    | 155.º |
|                 | Tour de Francia | —    | —    | —    | —    | —    | —    | —     | 124.º | —    | —    | —     |
|                 | Vuelta a España | —    | —    | —    | —    | —    | —    | —     | —     | —    | —    | —     |
| Mundial en Ruta | Mundial en Ruta | —    | —    | —    | —    | —    | —    | —     | Ab.   | —    | —    | —     |

—: no participa
Ab.: abandono

## Equipos
- Join-S-De Rijke (2015-2016)
- Roompot-Nederlandse Loterij (2017-2018)
- Team Jumbo-Visma (2019-2020)
- Intermarché-Wanty (2021-)
  - Intermarché-Wanty-Gobert Matériaux (2021-2022)
  - Intermarché-Circus-Wanty (2023)
  - Intermarché-Wanty (2024-)